# Gachas

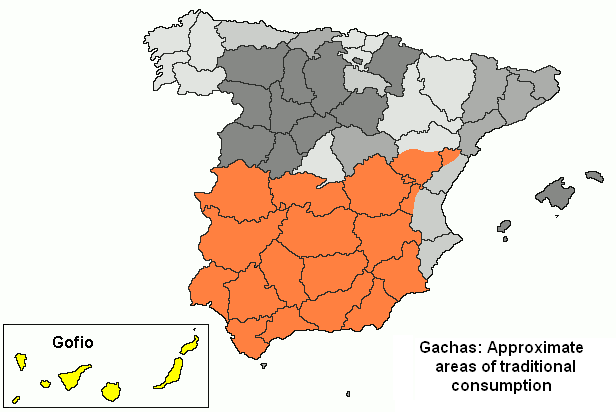
Zona aproximada del consum tradicional de gachas.

Les gachas o gatxes són un plat a base de farina amb aigua.

## Història
Les gachas es consumien principalment en les zones rurals d'Andalusia i la Manxa com a part de la dieta habitual. En la darrera meitat del segle xx va passar a ser considerat com a plat tosc o plat de pobre. A causa de certs prejudicis i de l'esnobisme, aquest aliment bàsic molt antic ha estat substituït en moltes zones per arròs o les patates.
És força habitual servir les gachas amb porc (xoriço, llonganissa, salsitxa, botifarra, etc.)però també es poden servir amb bacallà, ceba fregida o simplement es poden menjar sense res afegit.
Segons el cuiner basc Karlos Arguiñano si les gachas líquides estan ben preparades i no hi ha grumolls, poden constituir un plat "molt fi".

## Variants

### Andalusia
La manera més típica de fer les gachas és amb farina de blat, aigua, oli d'oliva, all i sal. Hi ha moltes maneres de preparar la barreja, per exemple una de les més tradicionals a Jaén consisteix a fregir els alls tallats en làmines en oli d'oliva. Quan l'all es torna daurat es va afegint la farina empolvorant-la amb les mans sobre l'oli, remenant de forma continuada fins que la farina es barregi bé amb l'oli i canviï l'olor (en torrar-se lleugerament) passats uns minuts. Llavors es comença a afegir aigua a poc a poc remenant contínuament amb una cullera i salant al gust. La proporció d'aigua varia segons el lloc o la família. Hi ha qui li agrada que les gachas tinguin una consistència espessa, que pot arribar fins que les gachas semblen una truita de patata torradeta per fora, mentre que en altres llocs es prefereixen ben líquides i es mengen com si fossin una sopa. En alguns llocs la farina es vessa directament sobre l'aigua bullent. En altres preparacions s'afegeix safrà o pebre roig a les gachas mentre es couen per donar color i gust al plat (gachas de pimentón o gachas colorás).
Existeixen moltes variants de les gachas andaluzas en funció de la zona i de l'època, com la poleá a Sevilla (una versió de les "gachas de los años difíciles"), les gachas cordobesas, les gachas de Almería, gachas alpujarreñas, les gachas malagueñas o les gachas de matanza, que s'acompanyen amb un guisat de sang quallada, fetge i entranyes d'un porc, ovella o xai tot just sacrificat.

### Gachas manchegas

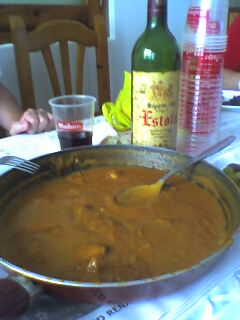
Un plat de gachas manchegas

Les gachas també són populars a la Manxa, on es fan les gachas manchegas o gachas de almorta preparades amb farina de guixa (Lathyrus sativus). Tradicionalment es mengen directament de la paella amb una cullera tot just després de treure-les del foc.
La farina de guixa té una certa toxicitat deguda a la presència de l'aminoàcid ODAP. Consumir-la com a àpat únic o principal durant períodes molt llargs pot produir la malaltia del latirisme o latirosi. Actualment s'ha introduït el conreu de varietats de guixa que contenen quantitats molt més reduïdes d'ODAP en les zones afectades per latirisme.

Les gachas serranas són una variant del plat manxec tradicional als voltants de la zona de Serranía de Cuenca. Es prepara afegint patates i bolets a la barreja.
Les gachas murcianas de la Regió de Múrcia es preparen com les gachas manchegas, amb la diferència que estan perfumades amb comí de prat (Carum carvi), pebre negre i clau d'espècia.

### Extremadura
A Extremadura les gachas eren un aliment popular que gairebé ha desaparegut. Es feien segons una recepta molt similar a la d'Andalusia interior però sense alls. Els ingredients eren trossets de pa, llet, farina, oli d'oliva, sal, pebre roig i papada de porc. Primer es fregien els trossos de pa en oli amb la papada de porc, després es treien deixant el greix i s'introduïa la farina amb el pebre roig, barrejant-la amb l'oli i torrant-la una mica. La llet s'afegia a poc a poc remenant contínuament. El plat se servia amb el pa i la papada fregida per sobre. Hom deia que "els pobres" les feien amb aigua en lloc de llet.

### Ademús
A Ademús les gachas es preparen amb farina de blat de moro i es mengen amb un guisat de porc o bacallà amb tomàquet i cargols.

## Gachas dolces

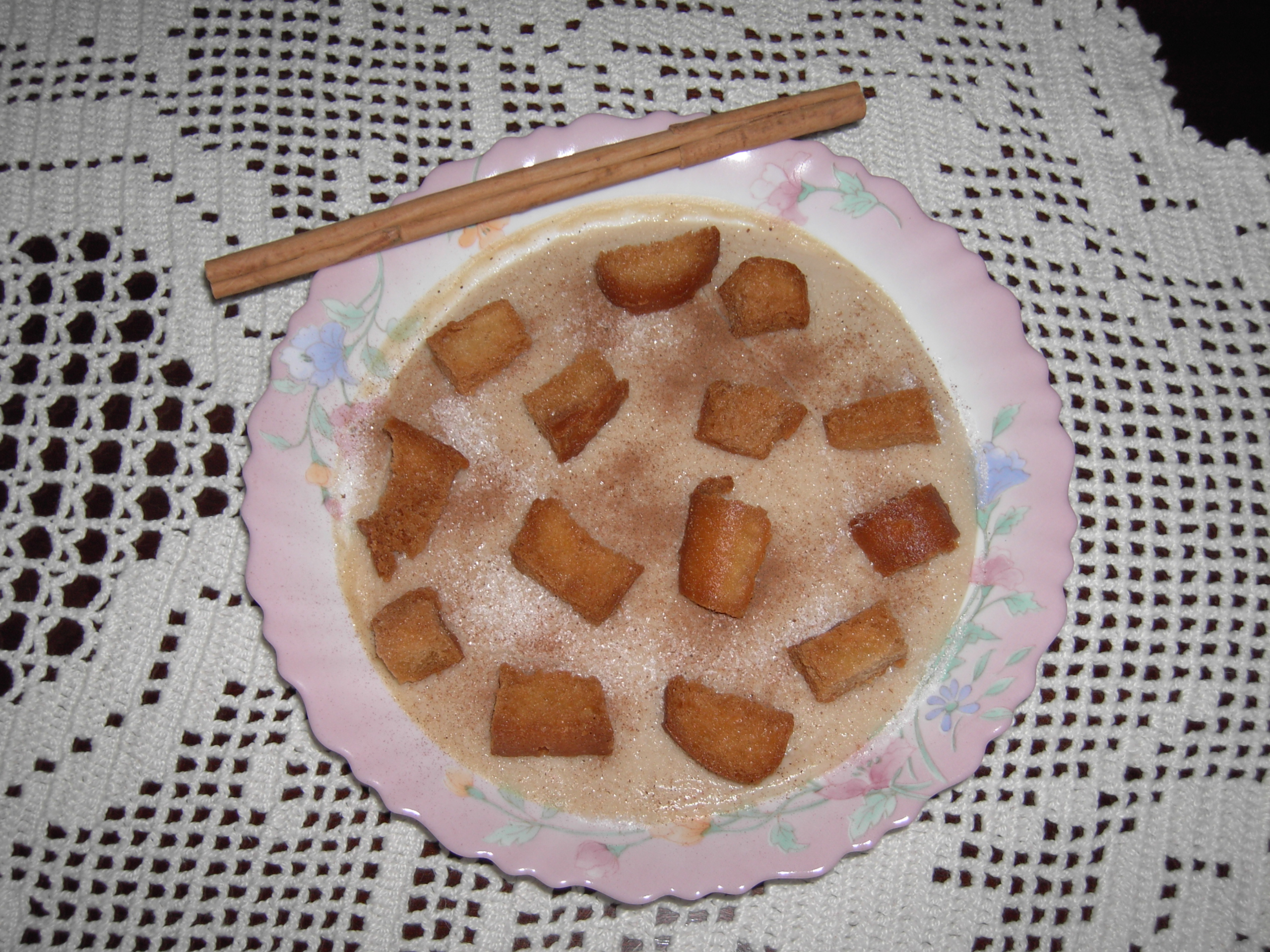
"Gachas dulces" d'Andalusia amb crostons de pa

Les versions dolces de les gachas (Gachas dulces) no són ja un aliment bàsic, sinó unes postres inspirades en les gachas tradicionals. Es poden coure amb llet en lloc d'aigua i sucre. Poden contenir canyella, vainilla, pell de taronja o llimona i mel. Es poden servir amb ametlles, crostons o panses de raïm.
Les gachas extremeñas són un plat dolç d'Extremadura. Es couen com unes gachas tradicionals, amb oli, farina i aigua, afegint crostons de pa durant la preparació i anís o matafaluga (Pimpinella anisum) per perfumar el conjunt.

## Plats similars arreu del món
Hi ha versions similars d'aquest plat bàsic, preparat amb diverses farines, en moltes zones del món, com el hariat a la Vall d'Aran, el farro i les farinetes a l'Aragó, Catalunya i el País Valencià, el gofio a les Illes Canaries o l'atole al Mèxic. Això sense comptar el porridge britànic, la polenta italiana o els grits dels EUA.